# Новые Фундуры
Новые Фундуры (рум. Fundurii Noi, Фундурий Ной) — село в Глодянском районе Молдавии. Относится к сёлам, не образующим коммуну.

## География
Село расположено на высоте 108 метров над уровнем моря.

## Население
По данным переписи населения 2004 года, в селе Новые Фундуры проживает 995 человек (493 мужчины, 502 женщины).
Этнический состав села:
| Национальность | Число жителей | Процентный состав |
| -------------- | ------------- | ----------------- |
| украинцы       | 815           | 81.91             |
| молдаване      | 145           | 14.57             |
| русские        | 28            | 2.81              |
| гагаузы        | 3             | 0.3               |
| поляки         | 1             | 0.1               |
| болгары        | 1             | 0.1               |
| прочие         | 2             | 0.2               |
| Всего          | 995           | 100 %             |